# Iklin
Iklin (oder L-Iklin) ist ein relativ modernes Dorf in der Mitte der Insel Malta, das zwischen Birkirkara, Naxxar und Lija liegt. Iklin wurde in jüngerer Vergangenheit vom Nachbardorf Lija abgespalten. Eine Reihe von Einkaufsmöglichkeiten wurde in der Gegend geschaffen. Iklin hat auch eine eigene Pfarrkirche, sodass es auch in dieser Beziehung nicht länger von Lija abhängt. Erstkommunion und Firmung werden in der Kapelle von Iklin abgehalten. Jährliche Aktivitäten sind: Jum l-Iklin (Iklin-Tag), Haussammlungen der Pfarrei. Es gibt eine kleine Kapelle, die dem hl. Michael geweiht ist. Sein Fest wird am Sonntag vor dem 29. September gefeiert. Diese Kapelle ist vermutlich 1615 an Stelle einer früheren Kapelle entstanden. Der Bericht des Monsignore Petrus Dusina über seinen Apostolischen Besuch 1575 beschreibt die Kapelle in einem sehr traurigen Zustand.

## Grabungsstätten
Obwohl Iklin erst vor kurzer Zeit entstanden ist (die ersten Häuser wurden 1958 gebaut), gibt es dennoch einige kleinere Stellen von archäologischer Relevanz:
- eine megalithische Ausgrabungsstätte, vielleicht die Überreste eines Tempels, wurde 1967 von der Teenagers Din l-Art Ħelwa-Gruppe des St. Aloysius College entdeckt. Die Stätte wurde jedoch nie professionell durchforstet und studiert.
- eine zweite megalithische Ausgrabungsstätte wurde 1986, während der Arbeiten an der Ortsumgehung von Birkirkara erforscht; sie ist als Tar-Raddiema bekannt. Zwei große Megalithen und einige kleinere sind immer noch sichtbar, werden aber an der geschäftigen Straße oft übersehen. Die Ruinen werden durch dort gefundene Tonscherben auf die Tempelzeit datiert.
- die Grundmauern eines römischen Landhauses wurden 1975 bei Bauarbeiten ausgegraben. Diese Stätte wurde bald nach ihrer Ausgrabung im Namen des Fortschritts zerstört.

## Persönlichkeiten
- Clayton Pisani (* 1978), Fußballschiedsrichter